# Hypogymnia australica
Hypogymnia australica är en lavart som beskrevs av Elix. Hypogymnia australica ingår i släktet Hypogymnia och familjen Parmeliaceae.   Inga underarter finns listade i Catalogue of Life.